# 黄振世
黄振世（1899年－1982年），民国上海滩传奇人物，实业家，有“渔业大王”之称。亦是上海滩主要帮派人物之一。事业顶峰时曾担任上海渔业公司总经理，中国渔业银行董事长兼总裁。浙江鄞县大咸乡（今属宁波市鄞州区塘溪镇）人。

## 传奇
黄振世出生于浙江宁波鄞县，家境贫苦，无钱上学。幼年时给当地富户李家作过童佣。1915年，李家搬迁上海，黄振世就跟东家到上海。后来在上海一家海产品行当作学徒，经人介绍后在一家厢馆字号做工。后自立经营海货贸易，并涉足航运业，曾先后创办当时著名的上海复兴贸易公司，宝昌轮船公司等企业。
黄振世原是上海青帮大佬黄金荣的入室弟子，于1928年入门。黄振世“青红相接”，是身跨青帮（黄在青帮中是“通”字辈）和洪帮两派的两面人物。后来羽翼丰厚后创办“振社”，始为黄金荣“忠信社”之外围组织，后与上海三大亨中的黄金荣“忠信社”，杜月笙“恒社”鼎足而三，是为民国上海滩实力最为强大的帮派组织。 
黄振世在渔业和码头的势力强大，曾掌控上海渔业长达二十年，并与杜月笙正面冲突，争抢上海渔业的控制权。黄振世并与“海上闻人”虞洽卿交谊深厚。
1949年后，黄金荣留在上海，杜月笙远走香港，黄振世回到家乡宁波。1982年，老死家乡。逝世前写下长达10万多字的回忆性作品，回顾自己人生经历，并深刻反省。
中共建政后，黄振世曾利用自己昔日影响，多次为家乡赈灾。黄振世并赴香港两次，与杜月笙会谈，劝昔日竞争对手“回家”。

## 回忆性文章
- 中国网之中国人物：帮派人物黄振世：我眼中的虞洽卿(上) （页面存档备份，存于）（黄振世回忆“海上闻人”虞洽卿）
- 万维读者网：黄振世：蒋介石寻找靠山 拜师黄金荣内幕 （页面存档备份，存于）
- 《漫谈渔业》—黄振世 著—水产月刊复刊 —1946年第1卷第6期。

## 相关
- 应桂馨
- 黄金荣
- 杜月笙
- 张啸林
- 徐大统